# Joue pas de rock'n'roll pour moi
Singles de Johnny Hallyday
Requiem pour un fou
(1976) Gabrielle
(1976)
Clip vidéo
[vidéo] « Joue pas de rock'n'roll pour moi (Live au Stade de France, 2009) », sur YouTube
Joue pas de rock'n'roll pour moi est une chanson de Johnny Hallyday sortie en 1976. Extraite de l'album Derrière l'amour, elle est l'adaptation française, par Long Chris, de la chanson Don't Play Your Rock 'n' Roll to Me du groupe de rock britannique Smokie. Quelques semaines avant la sortie de l'album, Joue pas de rock'n'roll pour moi, est diffusé en face B du single Derrière l'amour paru le 9 juin.

## Discographie
9 juin 1976 : 45 tours Philips 6042 160 :
Liste des titres :
Single 7" 45 tours Philips 604216 (France etc.)
1. Derrière l'amour (4 min 40 s)
2. Joue pas de rock'n'roll pour moi (3 min 33 s)[2]

30 juin 1976 : 33 tours Philips 9101 064 Derrière l'amour
17 aout 2009 : CD promotionnel Warner Music Pro16813 : Joue pas de rock'n'roll pour moi (enregistré au stade de France, versions radio édit 3 min 03 s et 3 min 18 s)
Discographie live :
- 1976 : Johnny Hallyday Story - Palais des sports
- 1996 : Lorada Tour
- 1998 : Stade de France 98 Johnny allume le feu
- 2000 : 100 % Johnny : Live à la tour Eiffel - Happy Birthday Live - Parc de Sceaux 15.06.2000 (inédit jusqu'en 2020)
- 2009 : Tour 66 : Stade de France 2009
- 2013 : On Stage
- 2013 : Born Rocker Tour
- 2014 : Son rêve américain - Live au Beacon Theatre de New-York 2014 (sortie posthume en 2020)
- 2019 : Les Vieilles Canailles Le Live (enregistré à Bercy en juin 2017, en duo avec Eddy Mitchell)

## Reprises
En 2022, Yarol Poupaud dans son album Fils de personne, reprend Joue pas de Rock'n'roll pour moi.